# Parnassius bremeri
Parnassius bremeri is een vlinder uit de familie van de pages (Papilionidae). De wetenschappelijke naam van de soort is voor het eerst geldig gepubliceerd door Bremer.